# Desnudez

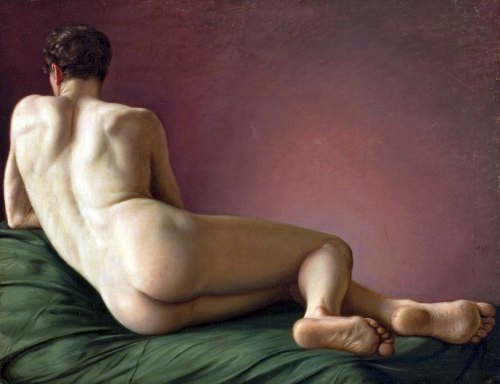
“Reclining male nude”, pintura de Aleksander Lesser, 1837.

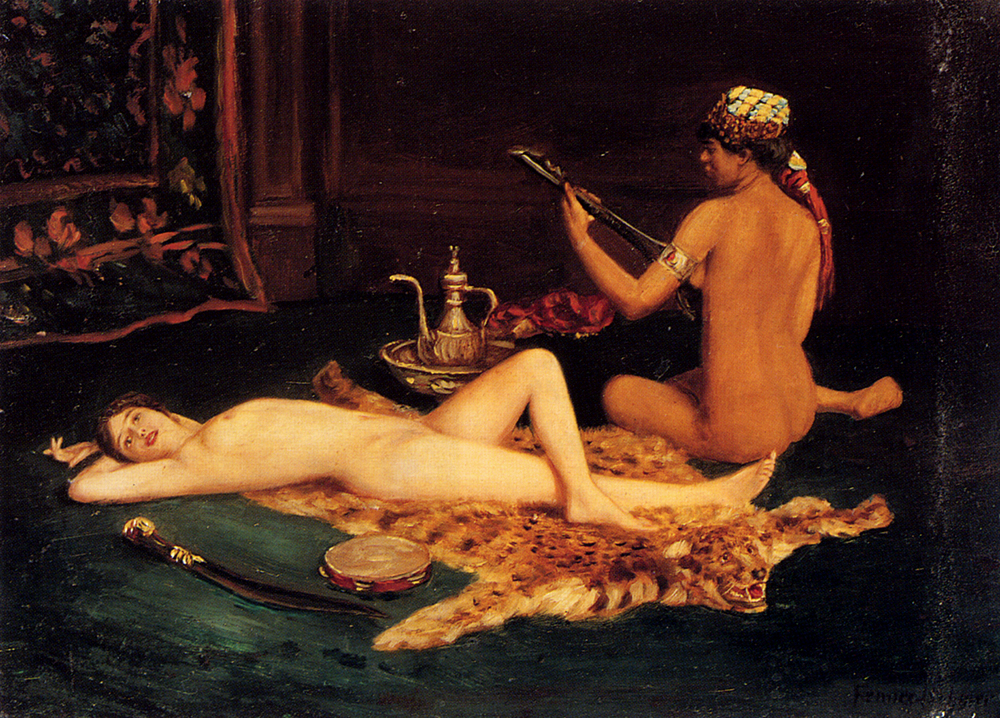
“Reclining Odalisque”, pintura de Hermann Fenner-Behmer.

La desnudez o el desnudo es el estado de no estar vestido. A veces se refiere al estado de llevar poca ropa (semidesnudo), o menos de lo que las convenciones o reglas de una cierta cultura o situación ha establecido, al estado de exposición de piel o partes íntimas.
En el mundo del arte es un género artístico que representa las figuras humanas despojadas de vestimenta, cuyo origen se remonta a los inicios del arte prehistórico. Alcanzó su apogeo durante la Antigüedad clásica y el Renacimiento. El desnudo en ciertas culturas occidentales puede considerarse erótico y en otras ser un estado normal al que no se asigna ninguna sensación o emoción particular. Véase Desnudo (género artístico)

## Terminología
La palabra desnudo indica que el cuerpo no está cubierto de ropas, aunque su definición posee diferentes connotaciones subjetivas. La palabra desnudo posee su origen etimológico en el latín 'nudus' que significa "sin ropa".

### El desnudo integral

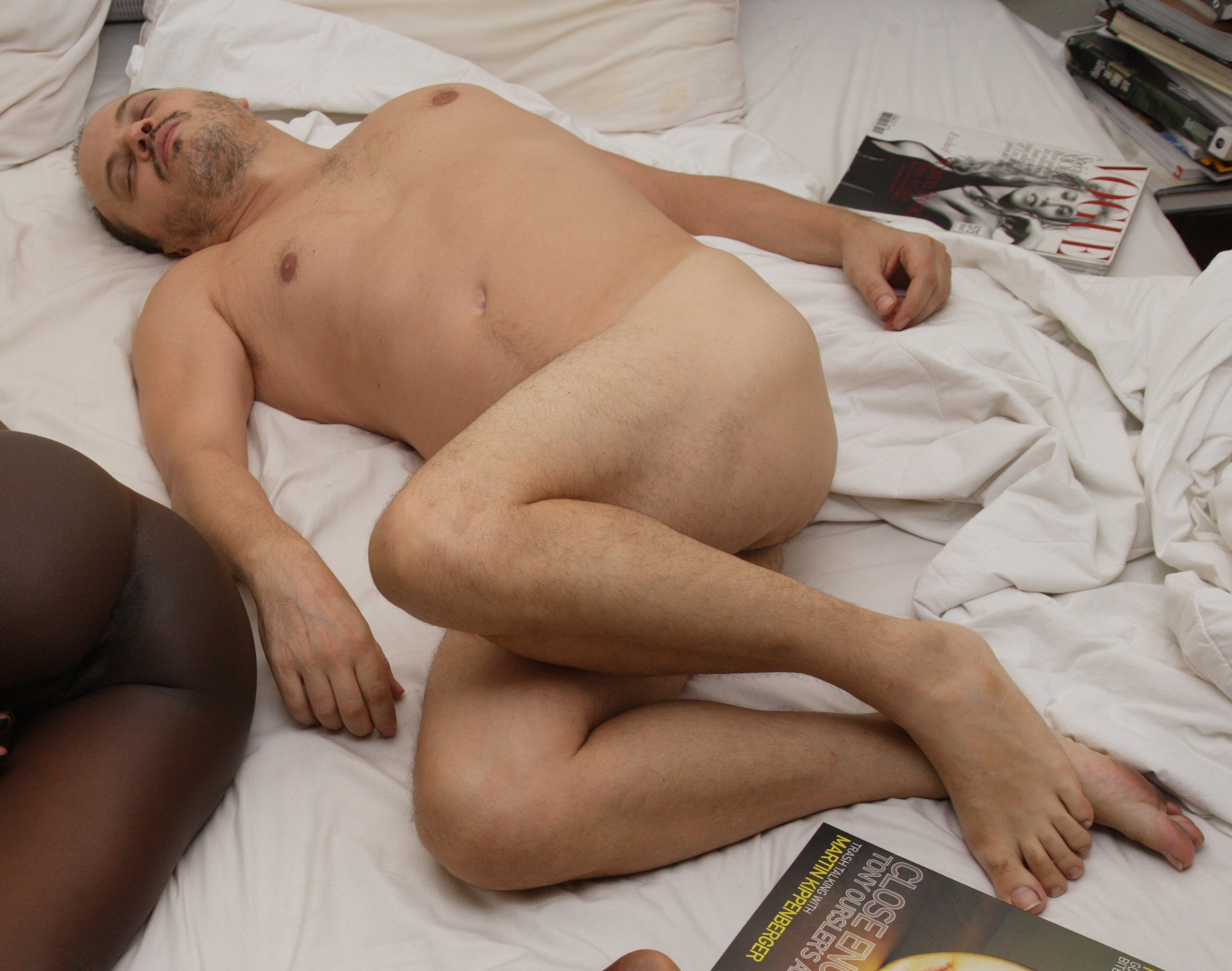
Desnudo masculino

Un estado de total desnudez, sin cobertura de vestidos que tapen las partes más íntimas del cuerpo.

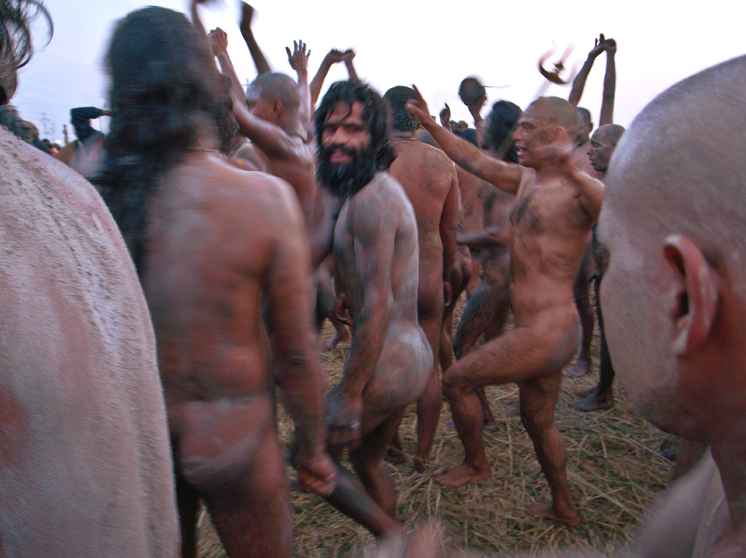
Un grupo de personas desnudas en el festival hinduista, Allahabad Kumbh Mela de 2007.

### El desnudo parcial

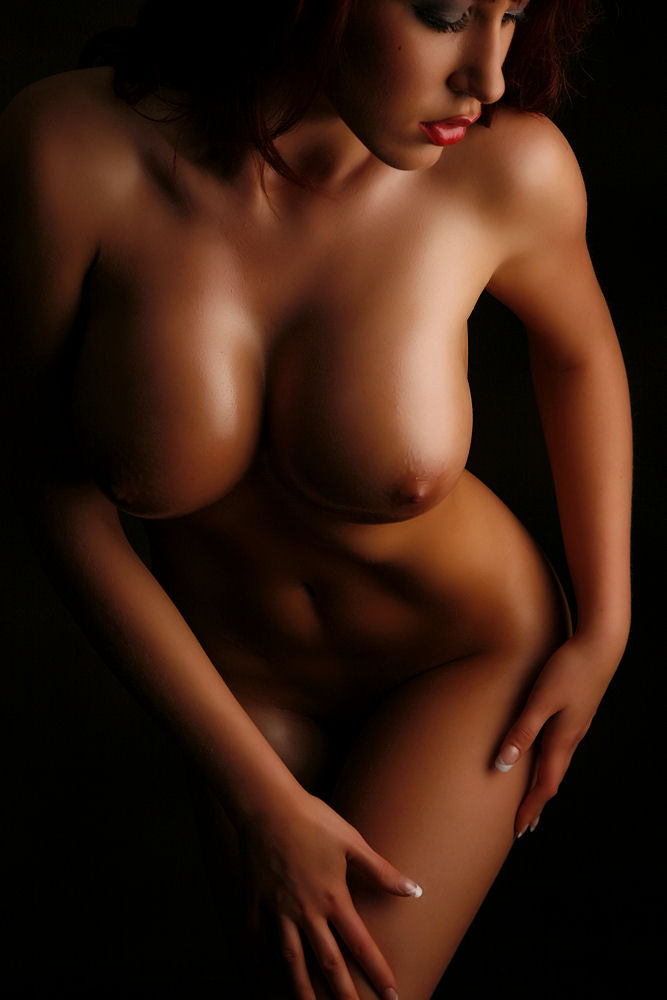
Desnudo femenino

El desnudo parcial o semidesnudo es aquel que muestra partes del cuerpo que según la cultura suelen cotidianamente aparecer vestidas. Téngase en cuenta que, solo para dar un ejemplo, en la cuenca del mar Mediterráneo, ya fuera en el antiguo Egipto o entre los pueblos semíticos, solía considerarse como desnudez el hecho de que las mujeres mostraran en público su cabellera; la ocultación de la cabellera femenina también existió aunque más moderada en la antigua Grecia y la antigua Roma. En la Roma clásica se distinguía a la mujer que no era lupa (‘loba’, en latín: ‘prostituta’) porque llevaba en público sus cabellos o bien cubiertos o recogidos en un rodete; en el Antiguo Egipto se consideró un acto de desnudez femenino el hecho de que la mujer exhibiera su cabellera natural, pero como era común que los egipcios y las egipcias se decalvaran por cuestiones de higiene extrema (por ejemplo evitar piojos), el uso de pelucas por parte de las mujeres era altamente erótico y las mujeres semidesnudas con peluca excitaban como si estuvieran desnudas. La semidesnudez erótica entre los antiguos egipcios ha sido común en pinturas y estatuaria en la que aparecen representadas bellas mujeres vestidas con tules u otras ropas sutiles de hilado con lino cuyas trasparencias permitían observar gran parte del cuerpo femenino. Para el egipcio común como para otros pueblos, la mujer saliendo vestida de las aguas, aunque con sus ropas mojadas ciñéndole el cuerpo y mostrando la mayor parte de sus curvas, ha sido una semidesnudez (semidesnudez que se reiteró más de tres mil años después entre cierta élite francesa en tiempos previos al Imperio bonapartista: la moda estilo imperio precedió al mismo Napoleón I entre las mujeres, las cuales para evidenciar su belleza corporal llegaron a humedecer sus ropas en el bastante poco apacible clima parisino, lo cual dio lugar a un síndrome de resfríos, gripes, neumonías etc. que fue llamado «enfermedad de las muselinas» (o, recordando a la promiscua emperatriz romana, «enfermedad de las Mesalinas»).
El hecho de que la semidesnudez sea considerada tal se evidencia en los trajes de baño socialmente aceptados del "Occidente" que cambiaron radicalmente en casi 50 años durante el siglo XX: a inicios del siglo XX todavía imperaba la "moral victoriana" y solo las meretrices podían aparecer siendo vistas con algo más que sus cabezas, manos, cuellos y pies despojadas de vestimenta. Tras la Primera Guerra Mundial hubo un primer exhibicionismo (el de los locos años veinte, época en la cual la antropóloga Margaret Mead arremetió contra los llamados tabús occidentales. En verdad los trabajos de campo de Margaret Mead son hoy muy discutibles y más bien revelan su rechazo a la moralina oprimente contra las mujeres de la llamada época victoriana. El de los locos años veinte fue un período anticipador en el cual algunas de las mujeres de los países económicamente más desarrollados usaron minifaldas (es decir mostraron la mayor parte de sus piernas), vestidos ajustados y escotados que dejaban completamente a la vista los brazos femeninos. Pero esta moda de los años veinte fue muy acotada: en menos de una década fue substituida por un nuevo puritanismo (el de la década del nazismo y el fascismo). Solo tras la Segunda Guerra Mundial se hizo masivo y aceptado gradualmente (los alegres años sesenta fueron el inicio de la total aceptación) que las mujeres usaran trajes de baño y ropas íntimas que antes se consideraban de meretrices, odaliscas o del «desnudo salvaje típico de los pueblos primitivos»: el vestido de baño hoy llamado bikini es antiquísimo pero solo resurgió como una forma de desnudo parcial a fines de los años cincuenta (a la par que Marilyn Monroe declaraba que para acostarse solo se vestía con un perfume), ya en los sesenta también era frecuente, en ciertos balnearios europeos, lo que entonces se llamaba monokini (actualmente se le llama monokini al traje de baño femenino de una sola pieza que deja gran parte del cuerpo al descubierto, pero en los sesenta monoquini era muchas veces sinónimo de topless). Junto al topless, bastante más recatada y sugerente apareció (con auge desde los años setenta) la bikini muy reducida llamada tanga (un grado extremo de tanga es la llamada filo que solo cubre con pequeñas cintas ―en portugués filos― la cadera y la región anal) y la colaless (bikini que deja ver casi la totalidad de los glúteos).
Sin embargo, la cuestión del semidesnudo y del desnudo total no ha quedado solo restringida a las ropas o a las pocas ropas: desde fines de siglo XX en muchos casos no suele considerarse enteramente desnudo un cuerpo de mujer si la mujer no se exhibe completamente depilada (por ejemplo exenta del vello púbico). Si bien se observa, la delimitación entre el desnudo y lo vestido es bastante eurocéntrica (aunque también en otras grandes extensiones de clima frío y templado se observan concomitancias o coincidencias con los criterios de desnudez europeos). En cambio en zonas tropicales e intertropicales ha sido común lo que obviamente significa que en las regiones cálidas del planeta el desnudo fuera considerado nada extraordinario ni algo particularmente excitante, lujurioso o libidinoso (en el Asia Sudoriental, en Oceanía, en la América intertropical y en gran parte de África ha sido común ―debido al clima tórrido― el desnudo habitual sin que al parecer provocara excitaciones eróticas). En cuanto al límite entre el semidesnudo y el desnudo absoluto existe una frontera subjetiva entre desnudo total y parcialmente desnudo, gobernada quizás por la excitación sexual: para algunas personas el desnudo total ya es tal cuando la persona que se observa muestra sus caracteres sexuales secundarios (por ejemplo una mujer con los senos mamarios desnudos y con el pubis desnudo aunque cubierto con vello); en cambio, para otras personas, el desnudo total es aquel en donde la persona desnuda está con el pubis completamente depilado e incluso está exenta de todo adorno.

## El desnudo en el arte
Véase Desnudo (género artístico) y Representación del desnudo.
Dentro del arte figurativo ha predominado la representación de los desnudos femeninos; una explicación antropológica para ello se encuentra en la tradicional consideración de las deidades madres como deidades de la fertilidad (en el sentido amplio de la fertilidad, incluyendo por ejemplo la fertilidad en mieses). Tal es el caso de las «Venus» prehistóricas cuyo ejemplo más divulgado es el de la llamada Venus de Willendorf. En tal tipo de «Venus» poco se nota de lo que posteriormente resultaría un icono erotizante; más bien en esos casos prehistóricos se representa a mujeres gordas o acaso embarazadas con grandes o resaltados senos mamarios, siendo poco importantes los detalles faciales, los que indican una personalidad.

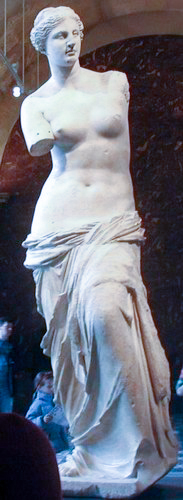
Venus de Milo (hacia el 100 a. C.).

Luego de la prehistoria, paulatinamente y sobre todo con el surgimiento de estados civilizados, se nota un paulatino énfasis en el rostro, en un primer momento muy idealizado tal cual se observa en las Koré y los Apolo del arte griego arcaico que en este aspecto semeja aún al arte de los grandes imperios de la Mesopotamia Asiática o del Valle del Nilo. Sin embargo, el arte minoico acaso inspirado en cierto arte naturalista egipcio que lograba eludir al hieratismo supo resaltar la dinámica vital de los cuerpos anticipando de este modo al arte griego clásico (el cual se explaya en cuanto al desnudo en tres vertientes: la idealizante, la naturalista y la realista) durante el periodo de apogeo del arte griego (luego difundido a Etruria y Roma) se exalta el kalos (la belleza) del cuerpo humano y para esto se evitan las rigideces o las formas pesadas; sin embargo, de esta aparente ausencia de hieratismo, la noción griega del kalos plantea un profundo conocimiento de la anatomía (al menos de la anatomía más visible), la existencia de cánones (canon de alturas: 8 cabezas para el varón y 7 para la mujer, como el kanon de Policleto) y acorde con estas proporciones todas las demás proporciones siguiendo en lo posible a la sección áurea. De este modo se evita toda desmesura (o hybris) para mantener la armonía; tal armonía se puede observar en la especial serenidad de las posturas y rostros (miradas, labios) de las estatuas de Afrodita o de Apolo.
Incluso muchas figuras vestidas del arte griego, como la Niké de Samotracia (Victoria alada de Samotracia), en realidad parecen mostrar solo sutiles veladuras que permiten apreciar ―como por translucidez― al cuerpo desnudo.

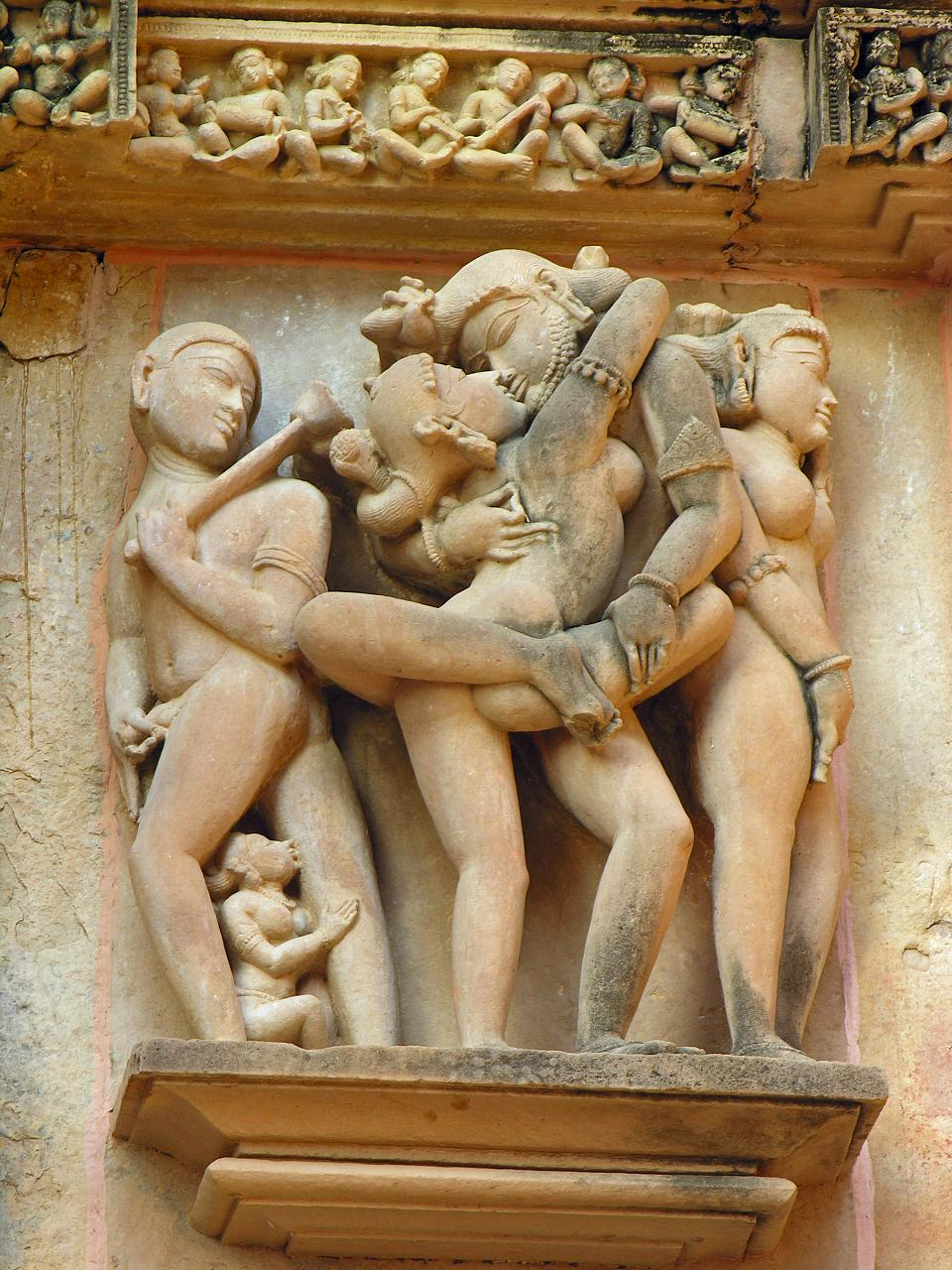
Desnudos eróticos en el templo de Khayurajo (India, siglo X).

Tras las campañas de Alejandro, el arte del desnudo helénico irradia sus influencias y llega al arte de la India en el cual los cuerpos (especialmente los femeninos) son plasmados artísticamente con cánones típicos en los que se resaltan las formas curvilíneas de cinturas estrechas que resaltan las caderas femeninas y senos mamarios turgentes más un abundante añadido de adornos (pulseras, ajorcas, collares, tocados de cabello), las figuras femeninas suelen ser dispuestas en líneas sinuosas casi como evocando las de los vegetales que así acentúan la morbidez (lo más semejante será el contraposto en «Occidente)», este despliegue de arte sensual y voluptuoso hinduista se puede apreciar en los templos de Ayantá, el de Suria o el de Chapri entre otros hasta tener su apogeo entre los siglos X y XII en los templos de Khayurajo. Mientras que en el «Occidente» con el avance del cristianismo, religión que en sus inicios ―como el judaísmo y el islamismo― repudiaba el culto a las imágenes figurativas que pudieran inducir a idolatría en lugar de la sublimada adoración a un Uno y Único Dios, es decir el prístino cristianismo era forzosamente iconoclasta y ni qué decir que con ello la representación artística del desnudo decayó: aun cuando en su proselitismo ecumenista el cristianismo hizo pragmáticas concesiones ante los gustos estéticos de los «gentiles» el cristianismo exaltó una representación muy sublimada de los seres humanos al considerar los teólogos que la «carne» era frágil, perecedera, mortal e inducible al «pecado», ante esto el arte cristiano medieval (en particular el arte bizantino) trató de exaltar los aspectos «espirituales» del cuerpo humano, lo cual prácticamente equivalió a evitar el desnudo (por contrapartida las representaciones corporales fueron pintadas o dibujadas con ropas holgadas, infladas, y los cuerpos fueron alargados en una estilización que llegó a un canon de 10 y 11 cabezas; la misma cabeza de las personas consideradas santas se dibujó a partir de dos círculos superpuestos).

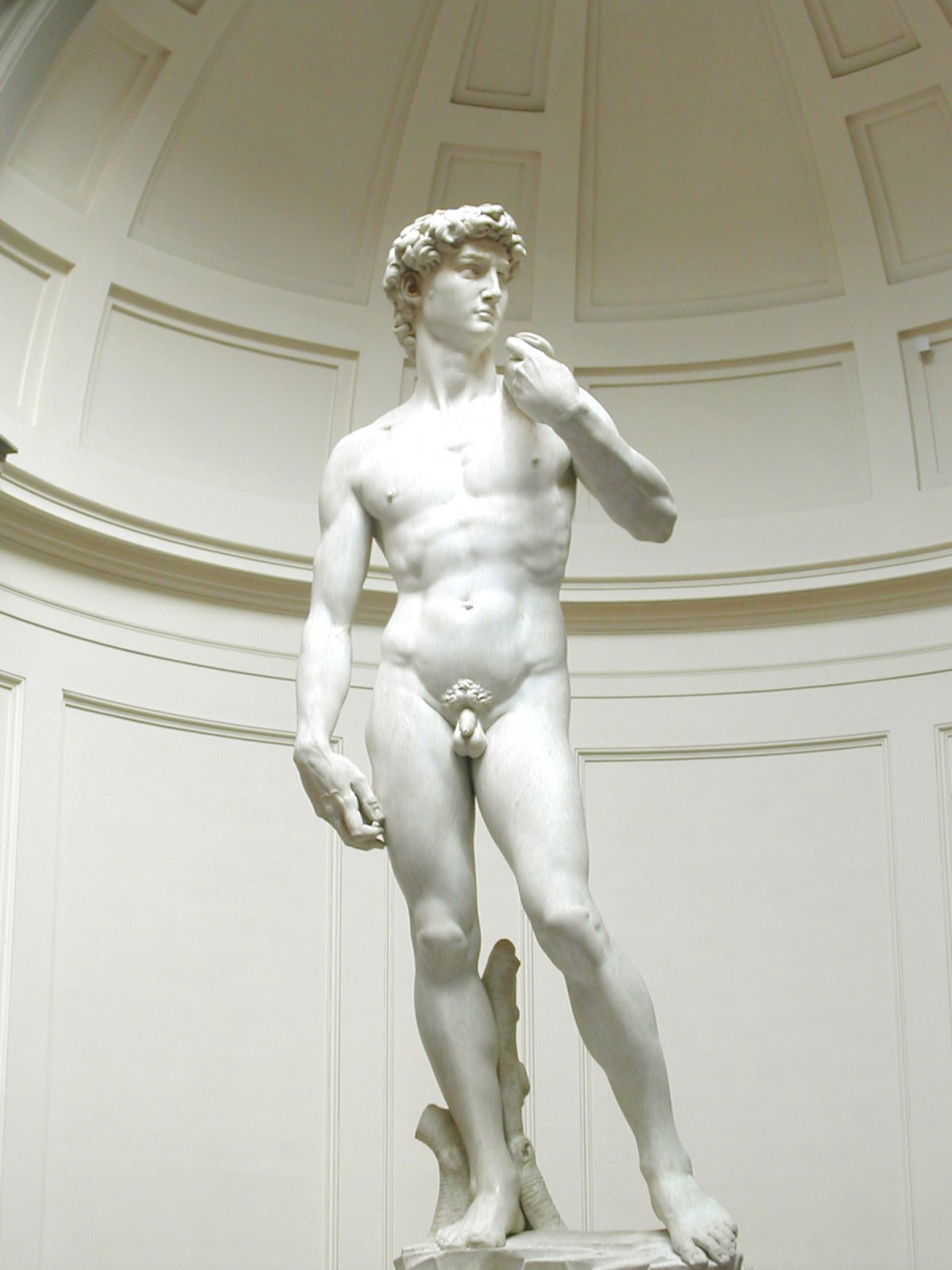
Miguel Ángel: David (1504). Museo de la Academia, Florencia.

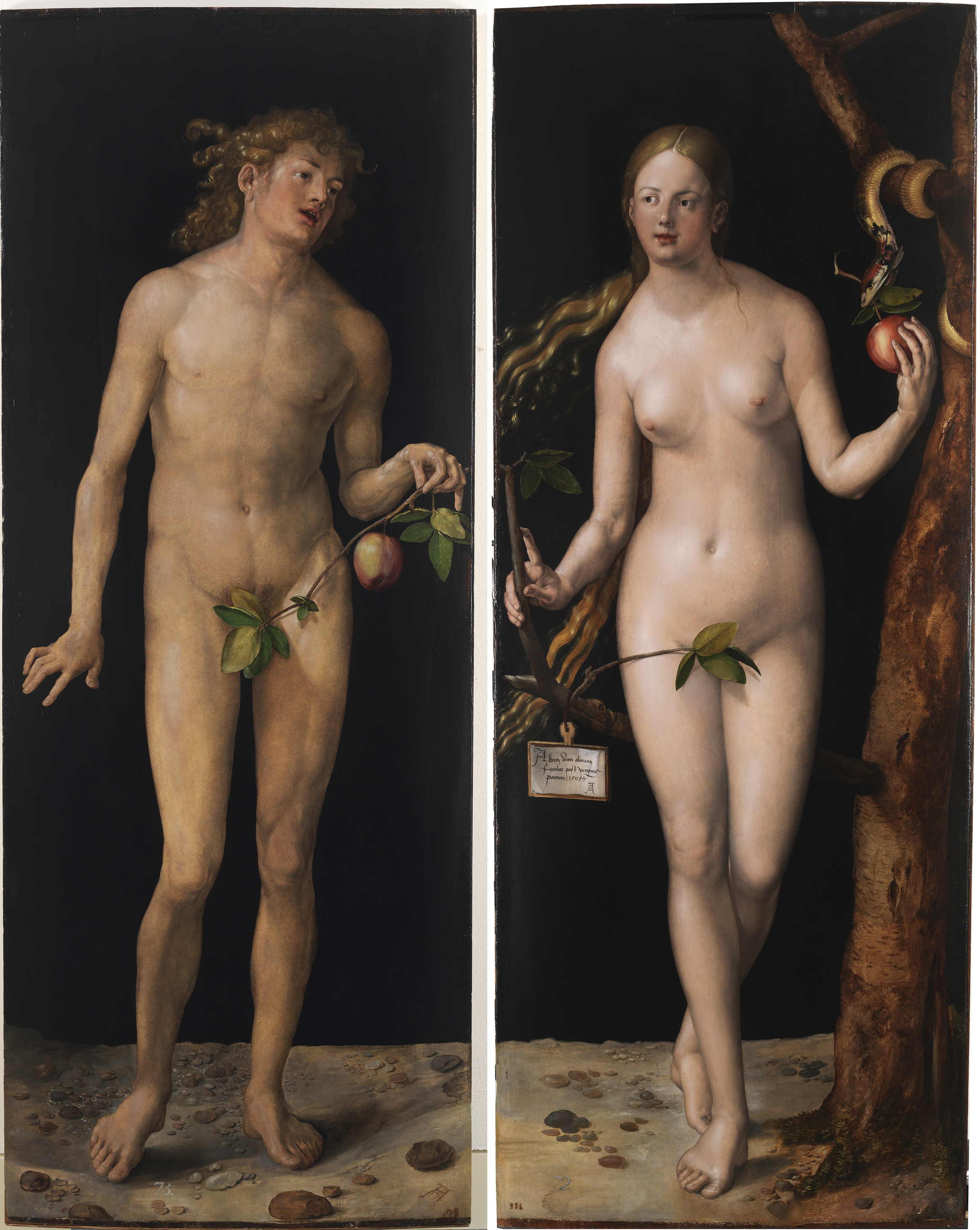
Adán y Eva (1507), de Alberto Durero.

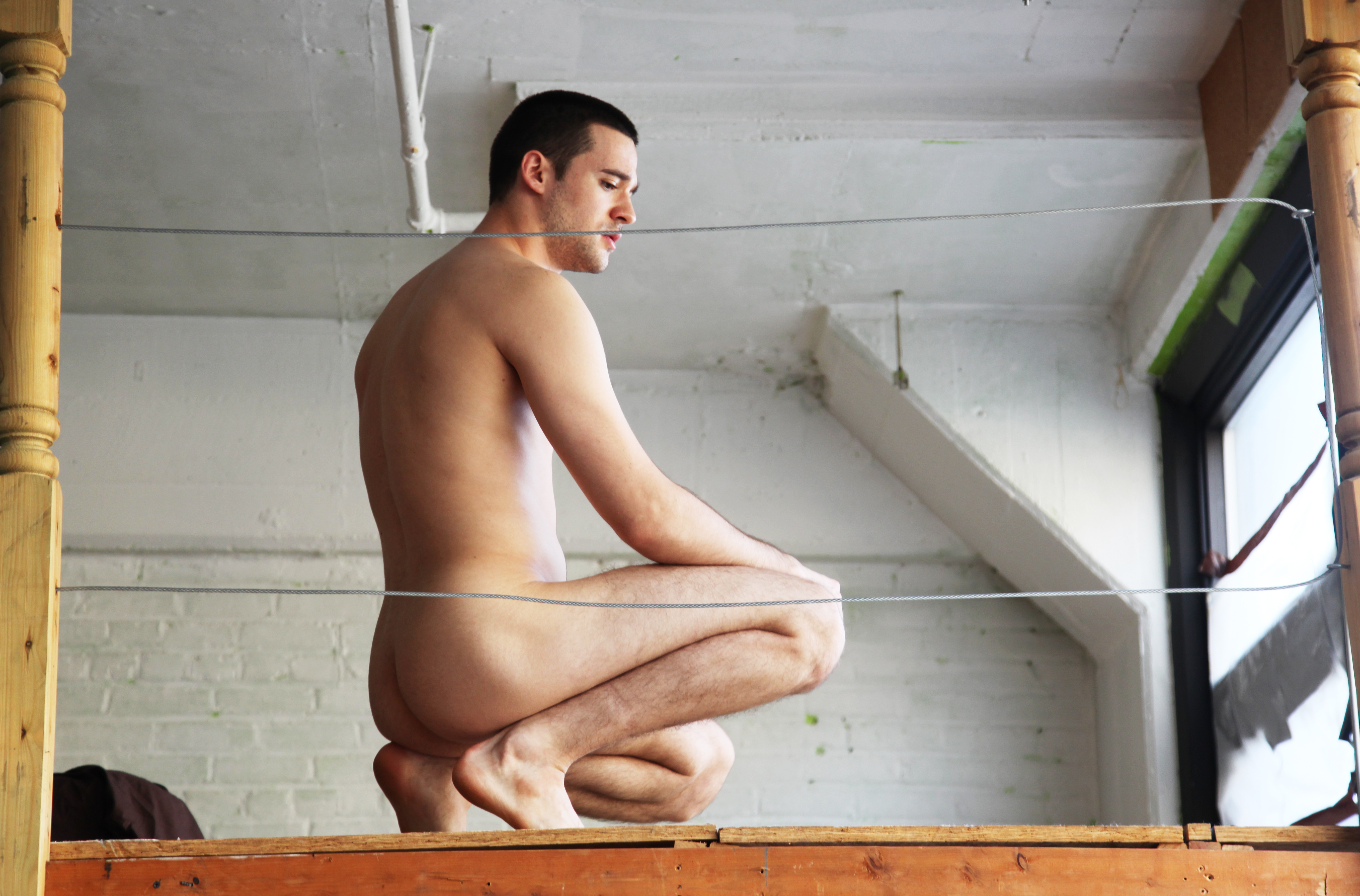
Modelo vivo masculino

Tras la crisis del siglo XIV (la de la Peste Negra) se comienza a evidenciar en «Occidente» el resurgir de la representación del cuerpo humano desnudo; recién tras tal profunda crisis que conmovió a gran parte de Eurasia y especialmente a Europa se produce un renacimiento de la economía y de la vitalidad humana. Esto da lugar en el Quattrocento a los primeros claros prolegómenos del humanismo y a las primeras pinturas postclásicas que representan alegremente el desnudo; esto es en el arte el Renacimiento (Véase: Botticelli y sus Nacimiento de Venus y Primavera o la ―caracterizada por su pose en contraposto― Leda y el cisne de Leonardo). Sin embargo, en tales casos y durante mucho tiempo el pretexto para representar el desnudo parcial era algún tema religioso cristiano (como los frescos en la Capilla Sixtina debidos a Miguel Ángel, o si se trata del Renacimiento Nórdico el Adán y la Eva del Políptico de Gante debidos a Jan Van Eyck) y para el desnudo total la representación de algún tema mitológico pagano. Un estudio de tal Renacimiento fue comenzado mucho más tarde por Jakob Burckhardt, quien pudo hablar de la obra cerrada (Opus Clausa) al hacer la crítica de un modelo clásico griego que luego inspiraría a los desnudos academicistas, tal modelo es el de la Venus de Cnido que sería imitada especialmente a partir del manierismo que desde la Italia del Cinquecento (con obras como la Venus de Urbino del Tiziano, pintura en la cual lo «mitológico» en cuanto pretexto es patente) desemboca en la pintura cortesana o galante de la Francia de los Luises (trabajos eróticos de Fragonard, Watteau, Boucher). Por su parte en España al iniciarse el siglo XIX Goya con su Maja desnuda presenta una genuina revolución al realizar una gran pintura en la cual el desnudo está ya despojado de toda censura. Téngase en cuenta que aunque los pintores, en algunos casos genios como nada menos Goya, quizás buscaban lograr (como lo lograron) la transcendencia con sus obras que podían incluir desnudos (generalmente los mórbidos desnudos de jovencitas púberes) las obras eran realizadas para el goce de comitentes adinerados quienes ya impedidos de las asintóticas vías del placer se estagnaban o estancaban (y aún sucede) en el mero goce que fáusticamente Goethe supo resumir en una sencilla y desesperada frase: cuando Mefistófeles le mostraba al doctor Faustus el retrato de la bellísima Helena de Troya desnuda, Faustus exclamaba: «¡Detente instante...eres tan hermoso!».
Así hasta los 1960 (época en que se produce ya irrecusable la llamada Revolución sexual) el desnudo suele ser erótico y muchas veces de objetivo comercial (representaciones de desnudos o fotografías y filmaciones de desnudos con objetivo de venta), al iniciarse el siglo XXI se observa ―por su masividad― una banalización comercializada del desnudo.

## El desnudo en medios audiovisuales
El desnudo está fuertemente vinculado al erotismo en medios audiovisuales, como el cine, televisión y video. Por razones comerciales, la industria del cine suele retratar la desnudez de actores y actrices físicamente atractivos, aunque es también empleada como un recurso expresivo para retratar la vulnerabilidad de nuestro cuerpo o como metáfora de la fragilidad del mismo en escenas impactantes o conmovedoras, despojadas de toda connotación sexual.
El impresionante potencial de difusión de material audiovisual en la era de la internet ha hecho de la desnudez de celebridades un verdadero culto seguido con dedicación por incontables usuarios alrededor del mundo y capitalizado por publicaciones de gran popularidad como la afamada revista estadounidense Playboy que periódicamente ofrece tentadoras sumas de dinero a mujeres del espectáculo para posar en sus páginas, como así también, ha repercutido en una creciente negativa de muchos actores y actrices a realizar desnudos por pudor a que tales escenas se difundan sin control por la red mundial. En efecto, muchos de ellos que rehúsan aparecer desnudos en filmes sí lo hacen en teatro o en performances, en la intimidad del público presente y con las debidas precauciones.
Algunas celebridades, en efecto, alcanzan el estrellato gracias a un desnudo integral o frontal y se convierten en íconos sexuales, como la neerlandesa Sylvia Kristel, aunque existen también casos en que una exposición excesiva acaba siendo perjudicial, como ocurrió a la actriz Elizabeth Berkley, cuya carrera se vio muy negativamente afectada por su destapado papel en el drama erótico Showgirls (1995) o la italiana Claudia Koll, quien nunca pudo superar el encasillamiento tras su escena de sexo explícito en la cinta Cosi Fan Tutte de Tinto Brass, y acabó renunciando a la actuación y dedicándose a una vida religiosa.
La desnudez en series de televisión y telefilmes es un fenómeno de apertura relativamente reciente, de comienzos de la década de 1990 y que se ha consolidado en paralelo a la masificación sostenida de la televisión por cable y satelital, cuyo carácter privado ha permitido liberar restricciones de contenido en los segmentos de programación dirigidos al público más adulto y que pueden, hoy, enfocarse en los aspectos más explícitos de la sexualidad, sin tener que excusar la desnudez del cuerpo humano en contextos meramente científicos y antropológicos. Algunos ejemplos notorios son series como Red Shoe Diaries, Queer as Folk, The L Word y Tell me you love me, esta última bastante controversial por atreverse a simular relaciones sexuales en televisión con estudiado realismo.
El cómic en su ámbito más comercial y como parte activa de la cultura popular contemporánea ligada a la industria del entretenimiento, no está exento de este tipo de manifestación, aunque en rigor pudiera circunscribirse a las expresiones artísticas. El primer desnudo frontal de un personaje de cómic clásico fue Shanna She-Devil, en la publicación homónima de Marvel Comics en 2005, por obra del ilustrador coreano Frank Cho, y que fue censurada por la casa editorial en ediciones posteriores; años antes el ilustrador Barry Windsor-Smith consiguió que los editores de Marvel aceptaran, con severas objeciones, que el personaje Wolverine apareciera desnudo en la miniserie Weapon X, pero estratégicamente dibujado para no mostrar genitales, como sí ocurrió en Watchmen (1986), de Alan Moore y Dave Gibbons para DC Comics, en que uno de sus personajes, Dr. Manhattan ya convertido en un ente de energía producto de un accidente nuclear, deambula desnudo, y puede considerárselo el primer desnudo frontal masculino en una historieta de superhéroes. Sin embargo, en editoriales independientes y en otras esferas de este medio, como el diverso mercado europeo y latinoamericano, hay una larga trayectoria de artistas como Guido Crepax, Horacio Altuna y Milo Manara que han enfocado su arte hacia un erotismo más explícito y emplean este recurso.
La discusión trivial en torno a este tópico de los medios ha establecido una terminología afín para designar categorías de desnudez.

### Topless
Es un anglicismo de uso coloquial para designar la desnudez del torso. En medios se refiere principalmente a las mujeres que exhiben sus senos, y a su vez su impacto depende de la audacia con que es realizado. Puede haber topless donde se enseñan los pezones y otros más sugerentes donde son estratégicamente cubiertos.

### Transparencia

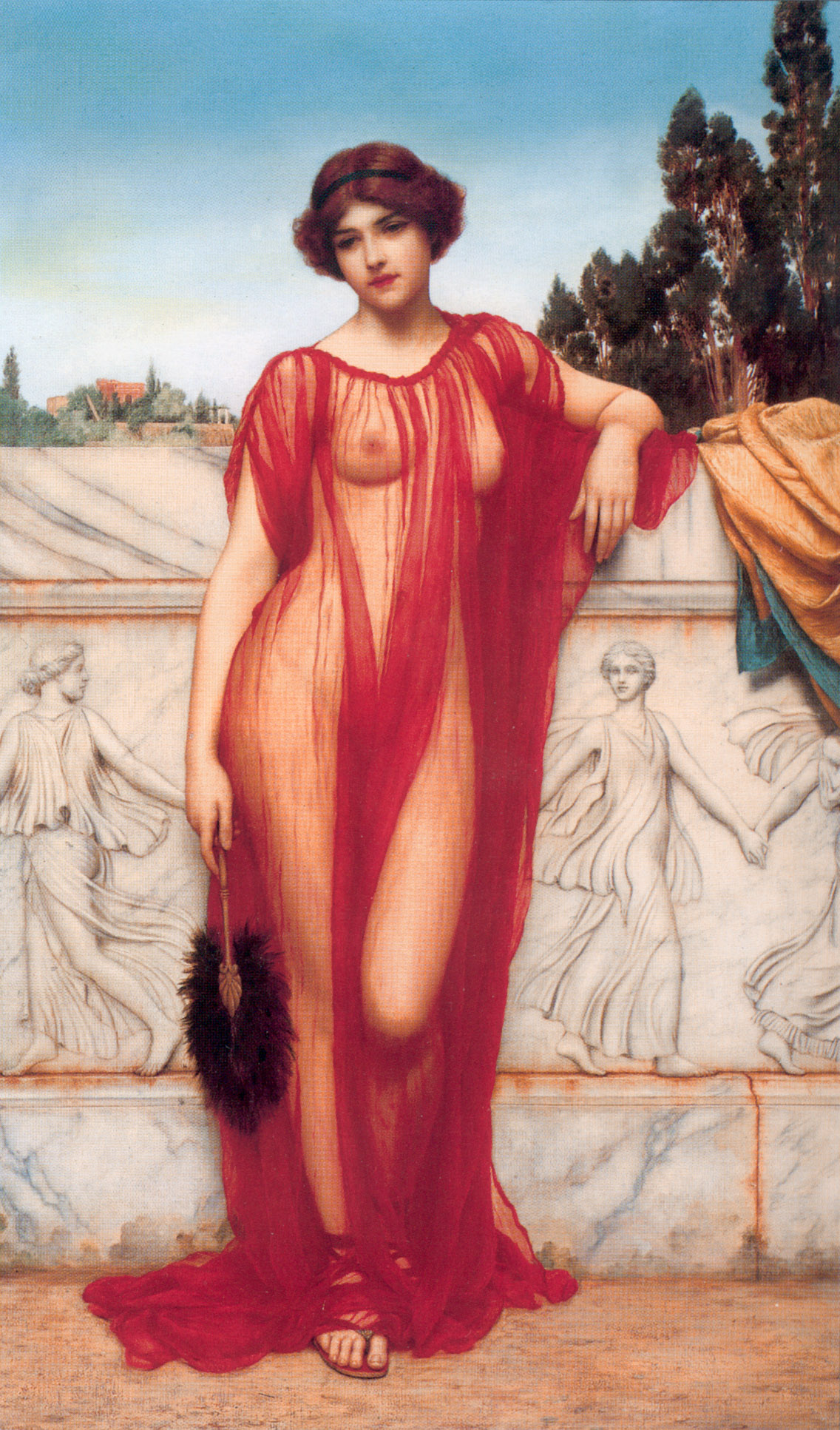
Athenais (1908), pintura de John William Godward (1861-1922) que muestra a una mujer con un vestido transparente.

Se refiere a una forma velada de desnudez en que el cuerpo aparece semicubierto por vestiduras, sombras o superficies que dejan solo entrever partes del mismo pero dan por hecho la desnudez, mitigando el impacto que tendría de estar completamente desnudo.

### Desnudo integral
Estado de desnudez total del cuerpo, que a su vez tiene distintos niveles de impacto en la percepción del espectador según cuán revelador sea el desnudo en sí en función de las partes privadas que se sugieren o enseñan.

### Desnudo estratégico
Coloquialmente se denomina como strategic nude scene (‘escena de desnudo estratégico’) a aquellos desnudos integrales en poses artísticas donde no hay exhibición de partes íntimas, por lo que el estado de desnudez se mantiene en el ámbito de lo sugerido. Es muy utilizado como recurso de sensualidad en medios abiertos como una forma de erotismo apta para todo público (softcore), es decir, que puede exhibirse sin censuras.

### Desnudo posterior

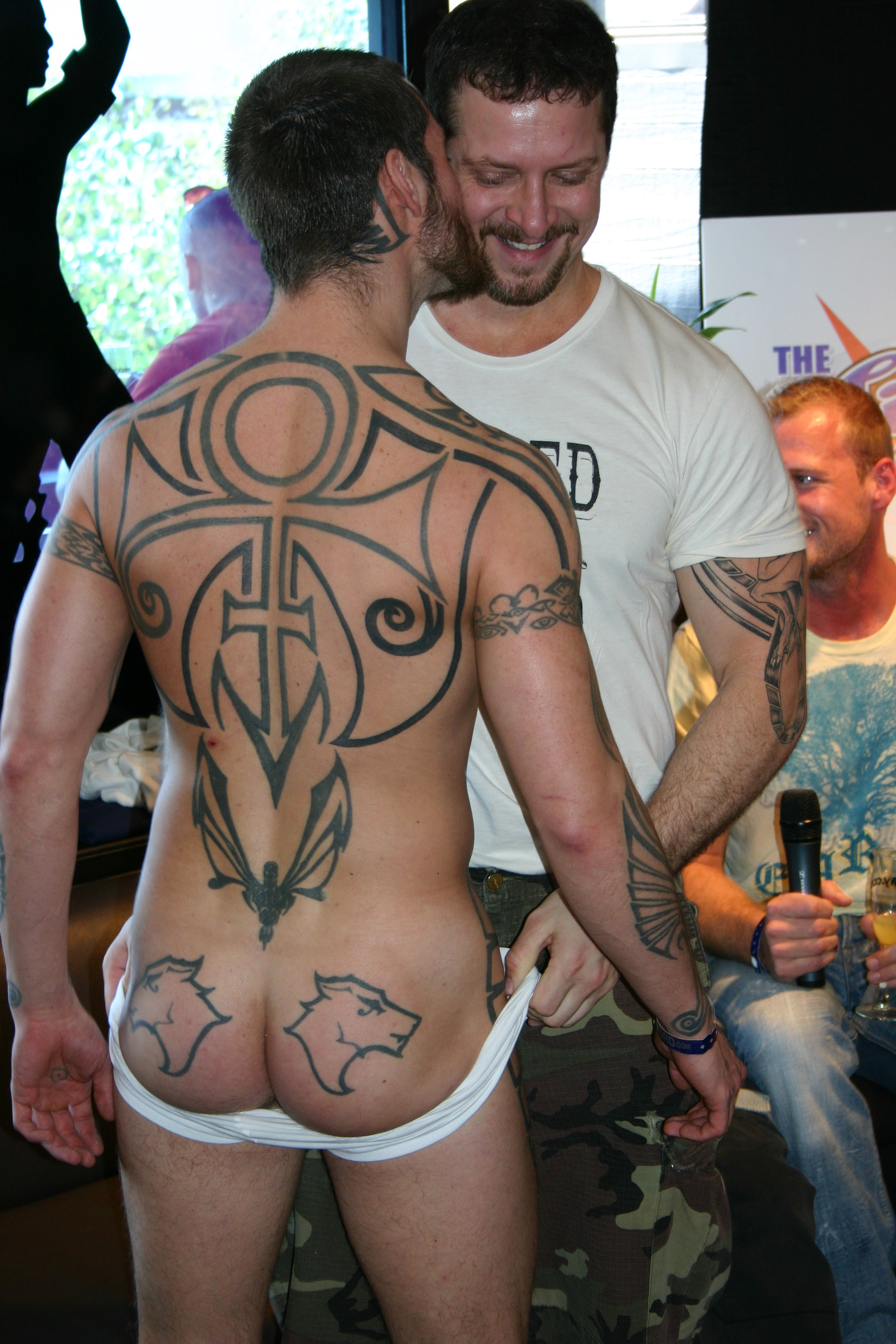
Desnudo posterior masculino

Desnudo integral en que la imagen retratada del cuerpo lo muestra de espaldas al espectador, y en que la única parte privada que se revela son los glúteos.

### Desnudo frontal

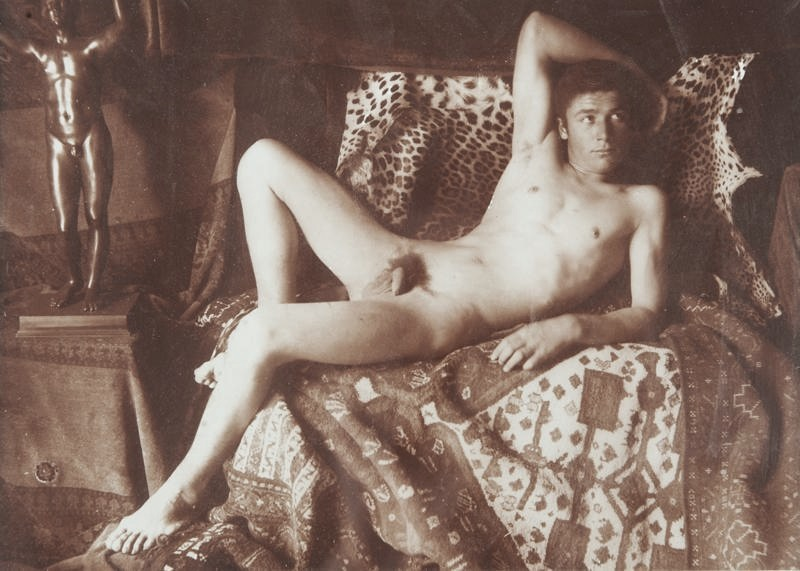
Desnudo masculino, Joven junto a una estatua de bronce, fotografía de Wilhelm Plüschow del año 1900).

Coloquialmente definido por la expresión en inglés full frontal nude (o desnudo frontal completo), se refiere al más revelador tipo de desnudo a que puede exponerse una celebridad, ya que al ser retratada de frente a los espectadores o a la cámara se exponen partes íntimas como el torso y el pubis, lo cual es considerado obsceno por algunas culturas o trasgresor de acuerdo con los códigos de conducta más conservadores. Muchos actores y actrices incluyen cláusulas en sus contratos en que rechazan categóricamente, por pudor, realizar desnudos frontales aunque hagan topless y desnudos traseros, y también están aquellos que jamás se han desnudado frontalmente en un set de filmación, pero sí lo han hecho para sesiones fotográficas publicadas en revistas. Dentro de la cultura occidental existen diferencias entre los cánones de la industria fílmica estadounidense y la cinematografía europea o de otras latitudes, siendo estas últimas las que conceden más libertades expresivas a los cineastas. En el cine de gran envergadura en Hollywood, en cambio, los proyectos fílmicos comprometen grandes costos que demandan estimaciones respecto al volumen de espectadores que sustentará el retorno de la inversión. En este contexto la restricción de edad para el público ―R de ‘restringido’, o NC-17 (‘no apto para público de 17 años’)― puede afectar negativamente sus ingresos y por ello tácitamente se fijan directrices de contenido «para todo público» que excluyen, en primera instancia, la desnudez y el erotismo, no así con las imágenes violentas o sanguinarias, que culturalmente tienden a ser más aceptadas en los Estados Unidos.
Por motivos estéticos o atavismos culturales que en ocasiones son interpretados como sexistas, suelen ser mucho más frecuentes los desnudos frontales femeninos que los masculinos, aunque actores de primera línea del estrellato (como Ewan McGregor, Kevin Bacon y Dennis Hopper) han realizado este tipo de escenas. Una de las más polémicas ha sido el desnudo escénico del británico Daniel Radcliffe en el montaje teatral Equus, debido a que la obra estuvo en cartelera mientras el actor aún formaba parte de la franquicia juvenil de fantasía Harry Potter, con un público mayoritariamente infantil y preadolescente. En este ámbito, películas que en su propuesta artística contemplan desnudez de menores de edad (o de adultos en presencia de menores) deben acreditar y garantizar de manera categórica e inequívoca que no existe la intención de explotar sexualmente a los implicados, aunque la creciente sensibilidad mundial frente a abusos y crímenes ha vetado virtualmente esta práctica.

## Hitos y curiosidades
- Según estudiosos del celuloide, el primer desnudo integral de una actriz reconocida en el cine corresponde a Hedy Lamarr en el filme Éxtasis (1933), que significó un escándalo para la época y llegó a ser condenada por el papa Pío XII.[3]
- Se considera a la actriz y cantante británica Jane Birkin como la primera celebridad de renombre en exhibir el pubis en una escena de desnudo frontal en la cinta Blow Up (1966) dirigida por Michelangelo Antonioni.[4]
- El primer desnudo frontal masculino fue del modelo Joe Dallessandro para el filme de Andy Warhol, Andy Warhol’s Frankenstein de 1974, aunque se considera a Richard Gere (1949-) como el primer actor de renombre en realizar un desnudo frontal para el filme American Gigolo (1980).
- La modelo Marilyn Cole fue la primera en realizar un desnudo frontal integral en el desplegable central de la revista Playboy, en su edición de enero de 1972.[5] Por su parte, el primer modelo masculino en realizar un desnudo frontal para el desplegable central de una publicación fue John Paul para la revista Playgirl de noviembre de 1987.
- La actriz Deborah Gray es considerada una de las primeras en realizar un desnudo frontal en televisión para la teleserie australiana Number 96, que causó gran impacto en su época.
- La primera artista española que se exhibió desnuda por completo en un escenario fue Susana Estrada en la revista erótica Historias del Strip-Tease, estrenada en el café teatro Videoset de la calle Princesa n.º 5 de Madrid el 11 de agosto de 1976,[6][7] ya que tanto María José Goyanes en Equus (15 oct. 1975) como Victoria Vera en ¿Por qué corres, Ulises? (17 oct. 1975) solo habían mostrado el pecho.[8][9][10]
- La actriz Nastassja Kinski (1961-) causó polémica al realizar un desnudo integral frontal siendo menor de edad en el filme To the devil a daughter (1976). Tenía entonces 16 años y, aunque estaba dentro del límite de discernimiento para los estándares europeos, no lo era para el público estadounidense.
- La actriz canadiense Sonja Bennett debió rodar una muy explícita escena de desnudo para el filme Punch (2002) dirigida por su padre, Guy Bennett. Para poder realizarla, el cineasta debió situarse en una habitación contigua y dirigir el rodaje a través de un monitor.[11]
- En 1981, la actriz Demi Moore (1962-) participó de una sesión de fotos eróticas que fueron publicadas por la revista francesa Oui en su edición de enero de 1981, cuando era una virtual desconocida que apenas superaba la mayoría de edad. Las poses explícitas en que aparece, completamente desnuda y vistiendo solo una camisa azul abierta, fueron reeditadas en 1982 cuando el éxito de la actriz en la serie General Hospital la lanzó al reconocimiento masivo, y se hicieron aún más solicitadas al convertirse en una de las estrellas más populares del cine en los años '80.
- En 1996, la actriz brasileña Maitê Proença tuvo problemas con las autoridades de una pequeña localidad de Italia mientras realizaba una sesión fotográfica para la revista Playboy, ya que la mayor parte del tiempo estaba completamente desnuda en público, en presencia de los lugareños e incluso niños, y se creyó que realizaban pornografía.
- En 2003, la actriz Rosamund Pike, quien entonces había rechazado rotundamente desnudarse en cine, realizó una escena de desnudo frontal para la obra del dramaturgo británico Terry Johnson, The Hitchcock Blonde en el Royal Court Theatre de Londres. En ella la actriz actúa durante 10 minutos en el escenario vestida solo con un par de zapatos, y para evitar filtraciones de imágenes se prohibió el ingreso de todo tipo de cámaras al auditorio.

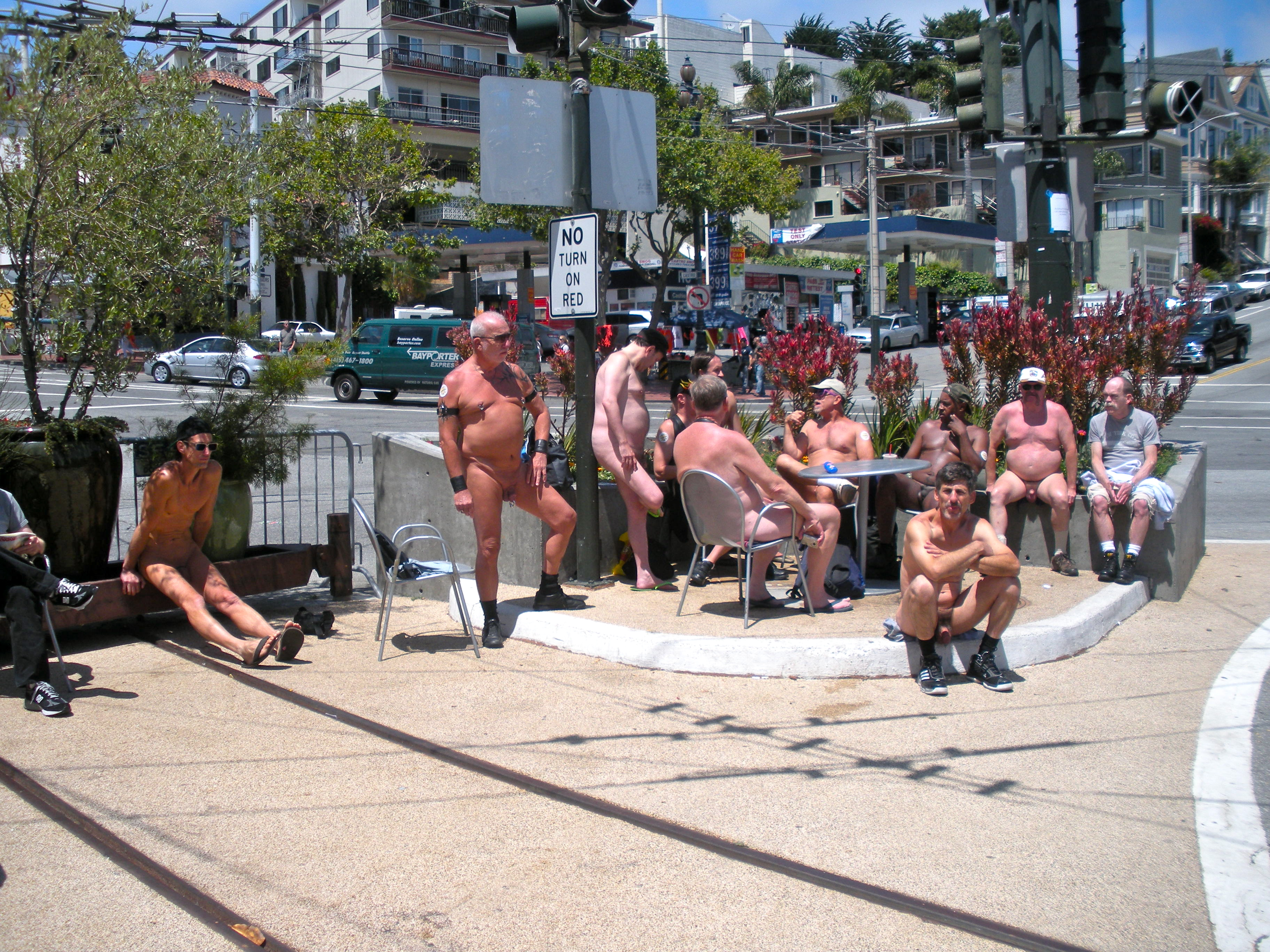
Varias personas desnudas en el evento Up Your Alley Fair, San Francisco, California.

- Los paparazzi han tenido gran influencia en el culto a la desnudez de celebridades, buscando retratar a las estrellas de cine, música o televisión en instantes de intimidad que traspasen el pudor y enciendan el morbo del público, razón por la cual, en ocasiones se sospecha que los mismos productores utilizan a estos fotógrafos para promover una determinada cinta. En febrero de 2009, salieron a la luz imágenes de la actriz Naomi Watts (1968-) desnuda en un balcón, que resultaron ser tomas de rodaje de su primera escena de desnudo frontal a los 40 años para la película Mother & Child del cineasta Rodrigo García (1959-; hijo de Gabriel García Márquez). Aunque la actriz no se arrepiente de su escena, se disgustó por el tratamiento que tuvo en sitios de farándula.[12]
- En junio de 2000 debutó en canales privados de difusión e internet el espacio Naked News (‘noticias al desnudo’), creado por Fernando Pereira y Kirby Stasyna y que explotaba la fantasía de ver a las conductoras desvestirse en strip-tease mientras leían la crónica noticiosa, llegando siempre al desnudo frontal. Su más antigua conductora es la modelo canadiense Victoria Sinclair; sin embargo, la estadounidense Michelle Pantoliano, reportera egresada de la Universidad Estatal de New York con una especialidad en comunicaciones, fue la primera periodista profesional en integrarse al show en enero de 2002.[13] En otros medios noticiosos, en noviembre de 2004, la periodista y conductora de noticias estadounidense Sharon Reed, de la cadena WOIO-TV, filial de CBS, causó cierta controversia al desnudarse ante las cámaras en su reporte sobre la actuación del fotógrafo y artista conceptual Spencer Tunick en Cleveland (Ohio).[14]
- El año 2007 la cadena televisiva HBO produjo la serie más explícita de su historia: Tell me you love me, en que parejas de personajes interpretaban escenas de sexo sumamente verosímiles, al punto en que se rumoreó que los actores tenían sexo real en pantalla. El show televisivo lanzó a la fama a la actriz Michelle Borth, proveniente de telefilmes de clase B y cortos publicitarios, que fue elegida «la persona más desnuda en la historia de la televisión».[15]
- La famosa fotografía en blanco y negro de Richard Avedon que retrata a la modelo estadounidense Stephanie Seymour enseñando el pubis fue subastada a fines de 2010 en la galería Sotheby de París por 46 875 US$; un explícito desnudo de Madonna fotografiada en 1979 fue subastado un año antes (el 12 de febrero de 2009, exactamente 30 años después de la sesión en el estudio de Martin Schreiber en New York), vendiéndose en 37 000 dólares estadounidenses. Sin embargo, la fotografía de desnudo más cara de la historia es un desnudo parcial femenino, de modelo desconocida, fotografiado por Edward Weston en 1925, que se vendió en 2008 por 1,6 millones de dólares.
- El primer video musical en incluir escenas de desnudo fue para la canción interstellar overdrive (1967) de Pink Floyd, el cual incluía una escena de una mujer haciendo topless. Desde entonces en numerosos videos han aparecido, con mayor o menor grado de controversia y censura, actores y modelos desnudos. El primer cantante en participar de una escena de desnudo (posterior) en un video musical fue David Bowie para la canción China Girl (1983). Desde entonces, artistas como Alanis Morrisette, Natalie Imbruglia, y Lady Gaga han realizado escenas sugerentes que implican desnudez pero estratégicamente editadas, sin mostrar partes privadas de su cuerpo. La primera cantante en realizar un desnudo frontal para un video musical fue Mylène Farmer para la canción Libertine (1986). En 1992 la cantante Madonna realizó el video de la canción "Erotica" en el cual, tras varias escenas más o menos atrevidas, concluye con Madonna totalmente desnuda haciendo auto-stop y del cual se realizó una versión censurada para su difusión en medios masivos. Más de dos décadas después, la cantante indie y tecladista Leanne Macomber, es la primera en realizar un desnudo frontal para la portada de su disco, Ejecta (2013) protagonizando también el video del tema Eleanor Lyne (2014) a lo largo del cual aparece íntegramente desnuda. En cuanto a la música española, el único vídeo musical con desnudo frontal podría ser "Absolutamente" de Fangoria y Sara Montiel, donde dos hombres culturistas hacen poses simulando que visten un tanga negro que, en realidad, está pintado sobre la piel.

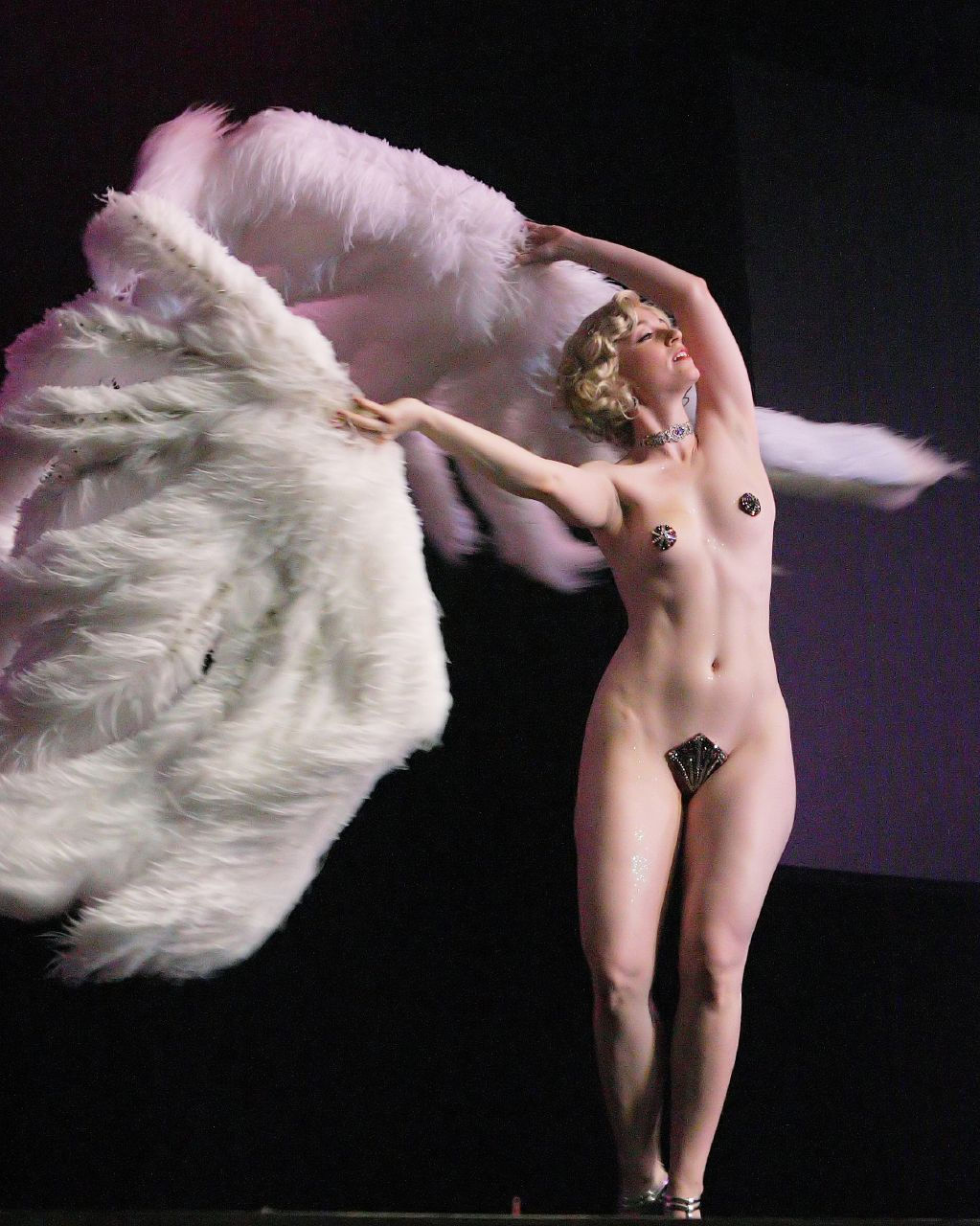
"Bailarina exótica" en un desnudo frontal simulado, en que las partes más íntimas se hallan cubiertas por pegatinas o pasties (en inglés)

En el caso masculino, la exhibición del pene se vuelve controversial cuando el rol demanda una actitud sexual más explícita, que en ocasiones muestra la erección, con lo que el sentido de la escena se acerca a la difusa frontera con lo pornográfico. Algunos cineastas, como la realizadora francesa Catherine Breillat resuelven esto con la prótesis de un miembro artificial, como es el caso de la cinta Sex is Comedy (2002), si bien esta directora no tomó tales precauciones en su filme Romance (1999), al rodar al actor porno Rocco Siffredi. El recurso de la prótesis fue el utilizado por Mark Wahlberg en la película Boogie Nights, donde interpreta a un actor de cintas pornográficas que alcanza el estrellato gracias al tamaño de su miembro.
Una curiosidad del desnudo frontal como recurso fílmico frente a audiencias conservadoras como ocurre en Estados Unidos es el uso del merkin, nombre que se da un protector genital con forma de vellosidad púbica artificial y cuya invención se remonta a 1617. Su uso determina una condición de «falsa desnudez» por la cual una película puede aspirar a una calificación menos restrictiva. La actriz británica Kate Winslet empleó uno en el filme El lector debido a un requerimiento de caracterización. Otro método poco convencional para velar sutilmente la desnudez de una actriz fue empleado por David Lynch en el filme Mullholland Dr. (2001), alterando mediante un retoque digital (blur: ‘borroso’) las partes íntimas del cuerpo en los fotogramas donde Laura Harring aparece desnuda frente a la cámara. Este recurso suele ser empleado también en las transmisiones televisivas de películas acorde a las políticas de censura de cada estación y también para acogerse a las normas de horario de protección de contenido restringido a menores de edad.
En los años recientes, el retoque digital ha significado una verdadera transformación de la desnudez, en que la actriz ya no debe necesariamente desvestirse y el efecto es realizado completamente por animación computacional. Un caso de esto se ve en el filme Hollow Man (2000), en que los senos desnudos de la actriz Kim Dickens fueron realizados completamente en postproducción mediante efectos por computadora. No obstante, todavía hay actrices que acceden sin reparos a participar de escenas de desnudo, aunque no todas son conscientes de la exposición global que eso implica. La actriz Natalie Portman se ofuscó cuando puso su nombre en Google y el resultado la llevó a un sitio web pornográfico, que contenía fotogramas de su desnudo en el cortometraje Hotel Chevalier, razón por la cual declaró no volver a realizar jamás un desnudo en escena. Otro caso fue el de la actriz brasileña de televisión Nathalia Dill, quien en 2012 demandó a la edición local de la revista Playboy por difundir sin su consentimiento fotografías de su película Paraísos Artificiales, en la cual participa de varias escenas de sexo y desnudos.

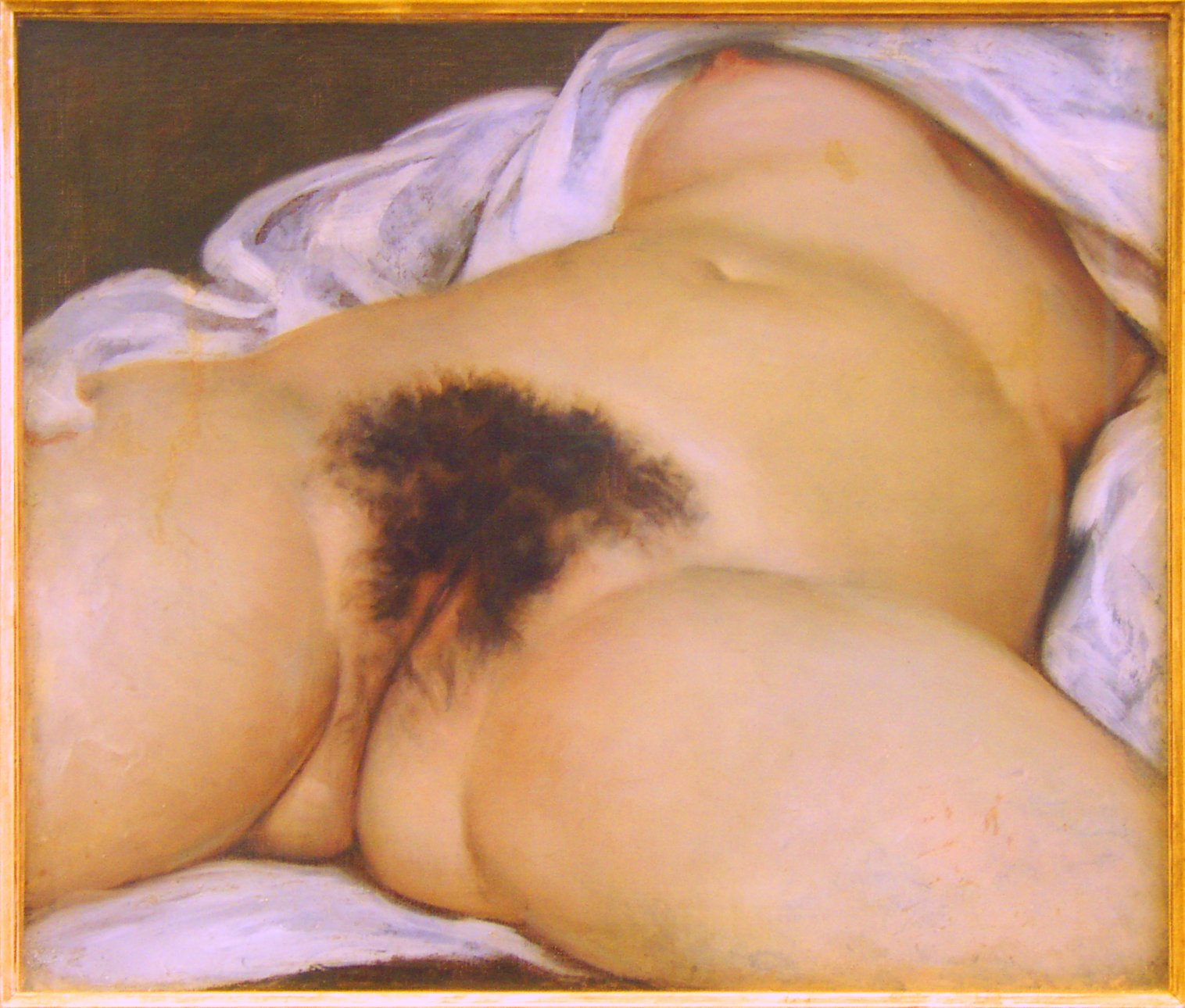
L’Origine du monde (1866), del pintor francés Gustave Courbet (1819-1877). Se encuentra en exhibición en el Museo d'Orsay (París).

### Close up
Aunque el término proviene del léxico del montaje cinematográfico en este particular tema del desnudo se refiere específicamente a los acercamientos de cámara a partes privadas del cuerpo. También se le denomina de modo informal como genitalia shot (‘foto de genitales’) cuando el acercamiento es a los genitales, frecuente en el cine pornográfico y publicaciones impresas del mismo tipo, aunque también es un recurso de uso aceptado en la actualidad para filmes que se plantean como trasgresores o provocativos. Una ventaja que ofrece el acercamiento es la posibilidad de alternar tomas realizadas con otros actores, denominados dobles de cuerpo, cuando la estrella de la película ha objetado desnudarse en escena.
En noviembre de 2011, la abogada y terapeuta sexual estadounidense Carlin Ross causó controversia al exhibir un primer plano de su vulva para explicar la mecánica de la masturbación femenina en el programa de educación sexual de la televisión pública Noruega, Trekant (‘triángulo’). Su performance se convirtió en un hito al ser la primera exhibición explícita de los órganos genitales femeninos en primer plano en la historia de la televisión pública a nivel mundial.

### Bottomless
Variante fetichista de la desnudez parcial en que la celebridad exhibe partes privadas como los glúteos o el pubis, pero continúa usando sus ropas en la parte superior. Dentro de este particular tipo de desnudez parcial, también cabe mencionar los anglicismos flashing (‘mostrar fugazmente’) y upskirt (‘levantar la falda’) para referirse a la exposición, casual o deliberada de una parte íntima del cuerpo en el primer caso, o cuando una mujer muestra lo que lleva bajo la falda en el segundo. La famosa secuencia de cruce de piernas sin ropa interior de Sharon Stone en la película Basic Instinct (1992) ejemplifica estos casos. Algunas prendas de lencería sirven a los cánones de esta categoría, como el cinturón garter, que fija los portaligas a la cintura o un corsé, pero de manera independiente al calzón o tanga, permitiendo a la mujer el uso de pantimedias sin vestir prenda inferior.

### Gyno shot
Metáfora vulgar surgida del léxico anglohablante de la pornografía, aunque no se circunscribe exclusivamente a su medio y hay casos de actrices de renombre que han incurrido en esta poco habitual forma de desnudez. La expresión alude a que la pose adoptada es más propia de un examen ginecológico que del arte, por cuanto la modelo o actriz separa sus piernas para exhibir sus genitales hacia la cámara (lo que marca la diferencia con el close-up, ya que involucra una postura específica). También se le llama spread eagle y showing pink cuando el acercamiento permite visualizar la vulva en detalle. En los años sesenta y setenta, cuando Playboy y Penthouse se disputaban la supremacía del mercado de publicaciones de desnudos para hombres, el límite de lo tolerable estaba en el desnudo frontal con la exhibición del pubis de la modelo; sin embargo, la aparición de la revista Hustler llevó la pugna a los límites del destape, introduciendo la genitalidad explícita en la fotografía de desnudo. A este singular conflicto se le conoce, no sin cierta ironía, como The Pubic Wars (‘la guerra de los pubis’).
Publicaciones de corte abiertamente pornográfico recuren a poses de este tipo, aunque la paulatina liberalización y la creciente exigencia de los lectores por poses más atrevidas ha modificado los estándares, por lo que los portales en línea de publicaciones como Playboy deben competir con sitios softcore europeos mucho más desinhibidos, viéndose en la necesidad de mostrar poses y modelos más osadas a cada vez.
La actriz italiana de cine y televisión, Elisabetta Cavallotti debió asumir el reto de convertirse, literalmente, en una estrella pornográfica para protagonizar la cinta de tipo biográfico basado en la vida de la pornostar Moana Pozzi, y en el filme titulado Guardami (1999) dirigido por Davide Ferrario, realiza una escena donde asume esta pose. En los Estados Unidos, la actriz Bryce Dallas Howard realizó una performance similar para una fugaz escena en la cinta Manderlay dirigida por Lars Von Trier. En Latinoamérica, donde la cultura tiende a ser más conservadora respecto a estos temas, tales escenas son aún más infrecuentes; sin embargo, en febrero de 2011, la concursante del reality show Gran Hermano (Argentina), Rocío Magallán Gancedo, adquirió notoriedad por ser la primera celebridad en fotografiarse para la edición local de Playboy enseñando un primer plano de su vulva, en una sesión fotográfica que traspasó las fronteras de su país.

### Desnudistas famosas
La liberación de barreras al pudor que ha traído consigo la banalización del desnudo en la cultura de masas, con fuerte influencia de los medios audiovisuales, ha repercutido en el surgimiento de una categoría de celebridades que alcanzan la fama solo por su propensión al desnudo, muchas veces en desmedro de una carrera menos afortunada como actrices, modelos, deportistas o cantantes, y que finalmente acaban siendo íconos de la sexualidad destapada. Habitualmente se denomina desnudista a la artista que se desprende de sus ropas mientras interpreta algún tipo de performance escénica, es decir, un striptease, aunque hoy en día son celebridades emergentes algunas modelos aficionadas o amateur que aprovechan las tecnologías digitales de captura para colocar en la internet fotos íntimas suyas, capitalizando una popularidad fugaz que, finalmente, puede también significar lanzarlas a la fama mundial como modelos eróticas. Algunas famosas desnudistas son:
- Bettie Page
- Dita Von Teese
- Julie Strain
- Victoria Zdrok
- Pamela Anderson
- Shannon Tweed
- Aimee Sweet
- Isobel Wren
- Carli Banks